# Carl Gustaf Mikaelsson
Carl Gustaf Mikaelsson, född 2 augusti 1922 i Uppsala, död 3 februari 1996, var en svensk läkare.

## Biografi
Mikaelsson var son till rektorn Gustaf Mikaelsson och Signe Forsberg. Han tog studentexamen i Stockholm 1941 och blev medicine kandidat 1945 och medicine licentiat 1950. Mikaelsson var extra läkare vid Follingbo sanatorium, kirurgiska avdelningen vid Skellefteå lasarett, Beckomberga sjukhus och tillförordnad förste underläkare vid Garnisonssjukhuset i Karlsborg 1950. Han var sedan tillförordnad underläkare vid Garnisonssjukhuset i Skövde och vid medicinska avdelningen vid Vadstena lasarett 1951.
Han arbetade sedan vid kirurgiska avdelningen och öronavdelningen vid Garnisonssjukhuset i Boden samt kirurgiska avdelningen vid Kalmar lasarett 1952-1953, öronavdelningen vid Södersjukhuset 1953 och vid röntgenavdelningen vid S:t Eriks sjukhus 1953. Mikaelsson var underläkare vid röntgenavdelningen vid Sankt Görans sjukhus 1953-1955, röntgenavdelningen vid Stocksunds lasarett 1955-1958, vikarierande förste underläkare vid röntgenkliniken vid Karolinska sjukhuset 1958-1960 och var förste underläkare där från 1960. Mikaelsson var därefter anställd vid röntgenavdelningen vid Roslagstulls sjukhus 1971-1975 och vid röntgenavdelningen vid S:t Eriks sjukhus från 1975.
Mikaelsson gifte sig 1953 med med.lic. Inger Genberg (född 1924), dotter till skeppsmäklaren Frans Larson och Svea Genberg. Han var far till Mikael (född 1955), Signe (född 1957) och Henrik (född 1959). Mikaelsson avled 1996 och gravsattes på Borgsjö Gamla kyrkogård i Västernorrlands län.